# Windows Template Library
Windows Template Library (WTL) è un insieme di classi C++ basate sul costrutto template (da cui il nome) sviluppate in seno alla Microsoft come wrapper delle API Win32. Non essendo librerie ma un semplice incapsulamento, a livello di codice, delle chiamate alle API, WTL semplifica la scrittura di applicazioni Windows in C++/C senza aggiungere penalizzanti strati di software.